# Ánh đèn giữa hai đại dương (phim)
Ánh đèn giữa hai đại dương (tựa gốc tiếng Anh: The Light Between Oceans) là phim điện ảnh lãng mạn bi kịch cổ trang năm 2016 do Derek Cianfrance đạo diễn kiêm viết kịch bản, dựa trên tiểu thuyết cùng tên năm 2012 của M. L. Stedman. Là thành phẩm hợp tác quốc tế giữa Hoa Kỳ, Úc, Anh Quốc và New Zealand, phim có sự tham gia của Michael Fassbender, Alicia Vikander, Rachel Weisz, Bryan Brown và Jack Thompson. Cốt truyện phim nói về một cựu binh giữ hải đăng và vợ anh (người được anh cứu sống); họ đã nhận nuôi một bé gái sơ sinh trên biển. Nhiều năm sau, họ phát hiện ra cha mẹ ruột của đứa bé và đối mặt với tình thế khó xử.